# Dmitri Sergejewitsch Iljinych
Dmitri Sergejewitsch Iljinych (russisch Дмитрий Сергеевич Ильиных, englische Transkription: Dmitriy Sergeevich Ilinykh; * 31. Januar 1987 in Adler) ist ein russischer Volleyballspieler.

## Karriere
Iljinych war zunächst im Tennis aktiv, bevor er im Alter von fünfzehn Jahren zum Volleyball kam. Sein erster Verein war VK Lokomotiv-Belogorje. 2005 gewann der Diagonalangreifer mit dem russischen Nachwuchs-Team die Junioren-Weltmeisterschaft. Ein Jahr später folgte der Titel bei der Europameisterschaft, in der Iljinych als wertvollster Spieler ausgezeichnet wurde. 2007 wurden die jungen Russen Vize-Weltmeister. In der Saison 2008/09 spielte der Libero bei Metalloinwest Stary Oskol, ehe er nach Belgorod zurückkehrte. 2010 wurde Iljinych mit Lokomotiv russischer Vizemeister. Im gleichen Jahr gab er sein Debüt in der A-Nationalmannschaft. 2011 gewannen die Russen die Weltliga. 2012 wurde Iljinych in London Olympiasieger.